# Harrisia fernowii
Harrisia fernowii és una espècie botànica de plantes que pertany a la família de les cactàcies.

## Descripció
Harrisia fernowii creix amb diverses branques, de color verd brillant on pot arribar a fer fins a 2,5 cm de diàmetre i els 2,5 a 3 metres d'alçada. Té nou costelles no molt sortints, amb incisions poc profundes. Les arèoles amb 8 a 11 espines de color marró clar que tenen una punta més fosca i fan fins a 6 cm de llarg. Els pètals tenen una longitud de fins a 20 centímetres. El tub de la flor està ocupat amb punta escamosa, de 1-2 cm i flocs de pèl llarg, de color marró.

## Distribució
És endèmica de Cuba. És una espècie extremadament rara en la vida silvestre.

## Taxonomia
Harrisia fernowii va ser descrita per Britton i publicat a Bulletin of the Torrey Botanical Club 35: 562. 1908.

Etimologia
Harrisia: nom genèric que va ser anomenat en honor del botànic irlandès William Harris, qui va ser superintendent de jardins públics i plantacions de Jamaica.
fernowii epítet nomenat en honor del tècnic forestal estatunidenc Bernhard E. Fernow (1851–1923).